# M6 Toll

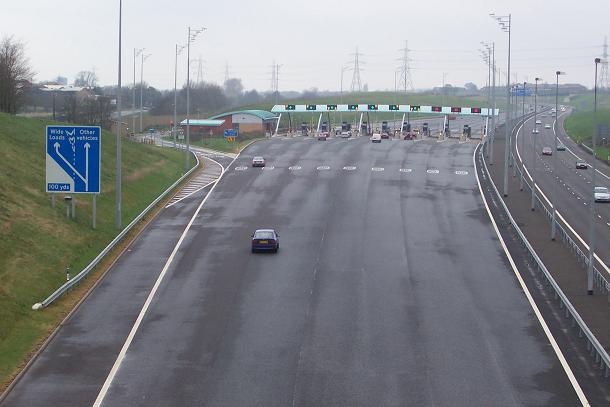
En betalstation på M6 Toll.

M6 Toll är en motorväg norr om Birmingham och Wolverhampton i Storbritannien. Den avlastar M6 förbi Birminghamområdet, och är en av Storbritanniens få betalvägar. Motorvägen blev helt färdig och öppnades den 14 december 2003. Benämningen Toll kommer från Tollroad vilket betyder betalväg på engelska.